# صلیب سنت اندرو

یک صلیب سنت اندرو

صلیب سنت اندرو (به انگلیسی: Saint Andrew's Cross) نوعی صلیب مورب است که در نوع رومی آن به شکل حرف ایکس می‌باشد. در زبان‌های اروپایی به این نوع صلیب سالتایر (Saltire) می‌گویند. ریشه این واژه به سوتوآر (Sautoir) در زبان فرانسه میانی می‌رسد که خود از سالتاتوریا (Saltatoria) لاتین میانه مشتق شده‌است.

## نگارخانه

پرچم اسکاتلند
صلیب بورگوندی
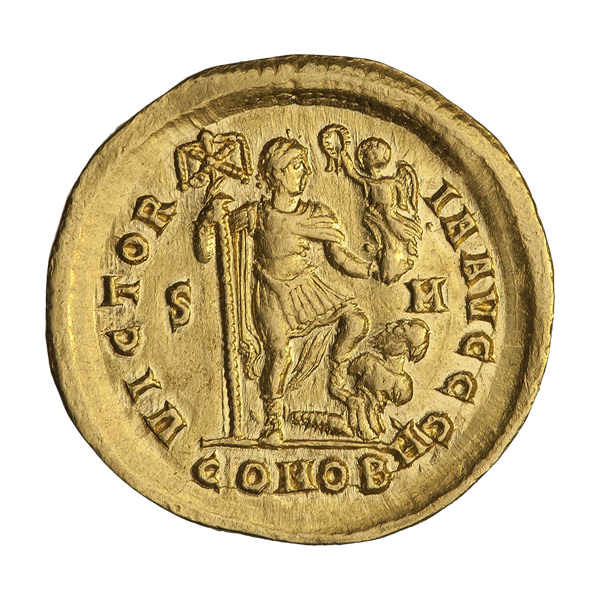
سکه‌ای از تئودوسیوس یکم (۳۹۳-۳۹۵)، با پرچمی که صلیب مورب روی آن نقش بسته‌است.